# أفيانكا الرحلة 52
أفيانكا الرحلة 52 طائرة بوينغ 707-321B التابعة لأفيانكا المتجهة من بوغوتا إلي نيويورك عبر ميديلين في 25 يناير 1990 وبينما كانت طائرة أفيانكا تقترب للهبوط في نيويورك في ليلة عاصفة قرر المراقبين الجويين في مطار جون إف كينيدي الدولي وحول مسارها للانتظار عدة مرات وبعد ساعتين ونصف منحت الطائرة الكولومبية الإذن للهبوط ولكن وقود الطائرة كان سيكفي لنصف ساعة فقرر الطيارين الكولومبيون البحث عن المدرج 33 يمين للمطار الأمريكي ولكن بسبب الطقس السئ كان الأمر صعبا حين ضربتها رياح قاسية منحرفة وحينها بدأ وقود الطائرة بالنفاذ بسرعة وسقطت الطائرة في كوف نيك بمدينة نيويورك قرب الباحة الخلفية لمنزل سام تاسينبايم وأتصلت زوجته برقم الطوارئ للإبلاغ عن تحطم طائرة في الباحة الخلفية لمنزلهم وبعد 35 دقيقة من التحطم وصل المسعفون ورجال الإطفاء للبحث عن ناجين وإطفاء النيران ولحسن الحظ لم يكن هناك نيران وقد وجد رجال الطوارئ 85 ناجي و73 قتيلا من بينهم الطيارين الثلاثة وقد جرح جميع الناجون البالغ عددهم 85 شخصا.